# Eliana Rubashkyn
Eliana Rubashkyn (Bogotá, 25 de junio de 1988) es una química farmacéutica y científica neozelandesa nacida en Colombia y residente en Auckland, Nueva Zelanda, reconocida mundialmente por ser la primera mujer transgénero en gozar de pleno reconocimiento internacional de su género mediante una declaración directa de las Naciones Unidas ante su solicitud de refugiada y apátrida, medicamente Eliana es Intersexual y actualmente se encuentra asilada en Nueva Zelanda debido a una serie de circunstancias que la llevaron a perder su nacionalidad colombiana por su identidad de género en Hong Kong en 2012, en febrero del año 2018, el Ministerio del Interior de Nueva Zelanda otorgó por un decreto ministerial especial la ciudadanía neozelandesa a Eliana.

## Antecedentes
Nacida en Bogotá fue educada en una familia inmigrante proveniente de la Unión Soviética, Eliana nació con una condición intersexual llamada Síndrome de insensibilidad androgénica, en el 2011 se graduó de Química Farmacéutica en la Universidad Nacional de Colombia y habla fluidamente seis idiomas: español, inglés, portugués, hebreo, ruso y chino mandarín; sin embargo, debido a las condiciones de aceptación de su género en Colombia decidió iniciar su proceso hormonal en Taiwán, lugar en donde logró obtener una beca en una maestría en Salud Pública en la Universidad Médica de Taipéi. 
Un año después de su tratamiento hormonal, su aspecto físico había cambiado y al querer renovar su visa de estudios en Taiwán tuvo que renovar su pasaporte en el consulado de Colombia en Hong Kong, en el Aeropuerto fue detenida durante ocho meses por no coincidir su apariencia femenina con el género masculino que señalaba su pasaporte, ante las amenazas de deportación, la tortura, el abuso sexual y físico que fue sometida, y ante la presión de Amnistía Internacional, y la ONU se le concedió el estatus de refugiada aunque ello la conllevó a perder su nacionalidad y quedar en un limbo jurídico en Hong Kong, en donde su condición de refugiada no era reconocida por el gobierno de Hong Kong.
Su caso cobró notoriedad en Hong Kong y el sudeste asiático, en donde las personas transgénero e intersexuales aún sufren y son perseguidas por su identidad de género. Igualmente en su país de origen y en Nueva Zelanda. luego de vivir un fuerte abuso en el campo de refugiados donde se encontraba recluida y a una tortura que fue sometida en un hospital psiquiátrico de Kowloon
Gracias a una resolución de la ONU el 16 de diciembre de 2013, Eliana consiguió ser la primera mujer con género diverso en ser reconocida por la ONU como una mujer, bajo el estatuto del refugiado, y bajo el mandato de las Naciones Unidas que cobija a las personas en condición apátrida, ante esta resolución Eliana pasó igualmente a ser reconocida como mujer, sin ningún tipo de requerimento especial en la República Popular China y en Hong Kong, finalmente en mayo de 2014, Nueva Zelanda la recibió como asilada reconociendo universalmente su género, haciendo de su caso el primero en donde se reconoce el género de una persona de género diversa de forma transnacional e internacional.
Eliana actualmente trabaja como directora científica de una laboratorio farmacéutico de Auckland, es directora científica de varias organizaciones que promueven la reducción del daño y dirige grupos de apoyo a refugiados LGBTI en Oceania. Eliana también es reconocida por su activismo en favor de los derechos de las personas intersexuales y los refugiados.